# Louis King Garcia
Louis „King“ Garcia (* 25. August 1905 in Puerto Rico; † 9. April 1983 in Los Angeles, Kalifornien) war ein US-amerikanischer Jazz-Trompeter und Bandleader.

## Leben und Wirken
Garcia, der aus Puerto Rico stammte, wurde vor allem als Musiker in den Bands der Brüder Tommy und Jimmy Dorsey bekannt. Schon in seiner Zeit auf der Highschool kam er mit dem Jazz in Berührung, als er in San Juan in der Band von Manuel Tizol spielte, der ein Onkel des Ellington-Posaunisten Juan Tizol war. Nachdem er für das Victor Recording Orchestra gearbeitet hatte, ließ sich Garcia Anfang der 1920er Jahre endgültig in den Vereinigten Staaten nieder. In der Mitte der Dekade spielte er auch mit der Original Dixieland Jazz Band; danach ging er im Orchester von Emil Coleman auf Tournee. Während seiner Arbeit im Orchester der Dorsey Brothers hatte er Gelegenheit für die einzige Aufnahmesession unter eigenem Namen (Louis „King“ Garcia & His Swingband) für Bluebird, bei der damals populäre Chu Berry/Andy-Razaf-Song „Christopher Columbus“ entstand und #16 der Hitparaden erreichte. In seiner Studioband spielten u. a. Herbie Haymer, Adrian Rollini, Joe Marsala und Carmen Mastren.
Garcia spielte auch in der Band von Ben Selvin, 1935 im Vic Berton Orchestra und 1936 in Richard Himbers Tanzband. 1939 gehörte er der Louis Prima Big Band an. In den 1940er Jahren kehrte er ins Emil Coleman-Orchester zurück; ansonsten arbeitete er vorwiegend als Studiomusiker, u. a. für die Sängerin Amanda Randolph. Ende der 1940er Jahre leitete er eine eigene kurzlebige Latinband. Nach seinem Wegzug aus Kalifornien verließ er in den 1950er Jahren die Musikszene und musste schließlich aus gesundheitlichen Gründen den Beruf ganz aufgeben.
Der Musiker ist nicht mit dem Bandleader Luis Garcia (Connexion Latina) zu verwechseln.